# Чемпионат Великобритании среди легковых автомобилей
Чемпионат Великобритании по шоссейно-кольцевым гонкам среди легковых автомобилей (англ. British Touring Car Championship, BTCC) — это национальное туринговое автомобильное первенство, существующее с 1958 года. Серия базируется в Великобритании.

## Общая информация
История серии
Чемпионат создан в 1958 году под названием Чемпионат Великобритании по шоссейно-кольцевым автогонкам среди седанов (англ. British Saloon Car Championship). С того момента организаторы неоднократно меняли технический регламент, при этом сохраняя чемпионат как соревнование среди т. н. «серийных» машин: участники серии успели посоревноваться на машинах классов Группы 1, Группы 2 (в 1960-е — 1970-е) и Группа A (большую часть 1980-х годов).
В 1987 году чемпионат обрёл своё нынешнее название, в серию стала допускаться техника Группы N. Через три года был изменён регламент двигателей: команды были обязаны использовать 2-литровые силовые установки. Тогдашний технический регламент чемпионата вскоре обрёл широкую популярность по всей Европе и к 1994 году прошёл официальное утверждение в FIA, получив название Супертуризм.
В 2001 году произошла следующая смена регламента — была принята концепция BTC Touring, через шесть лет она была оптимизирована под требования Super 2000.
К 2009 году действующий регламент стал слишком дорогим, а развитие класса Super 2000 стало двигаться в сторону спортпрототипов. Обдумав контрмеры, организаторы приняли с 2011 года новый регламент — NGTC. По нему отличие техники серии от обычных машин было максимально снижено; понижались эксплуатационные расходы.
Техника
В настоящее время в серии используются 2-литровые автомобили с кузовами типа седан или хетчбэк. Машины омологированы под требования одного из трёх классов: Super 2000, NGTC и BTC Touring. До 2012 года допускалась возможность готовить двигатель под требования иного регламента, нежели вся остальная машина. Так, например, чемпионы сезона-2011 из Honda Racing Team участвовали в соревнованиях с машиной Honda Civic, где мотор соответствовал регламенту NGTC, а сама машина — регламенту S2000. С 2012 года двигатель обязательно должен соответствовать регламенту NGTC (2-литровая турбированная установка).

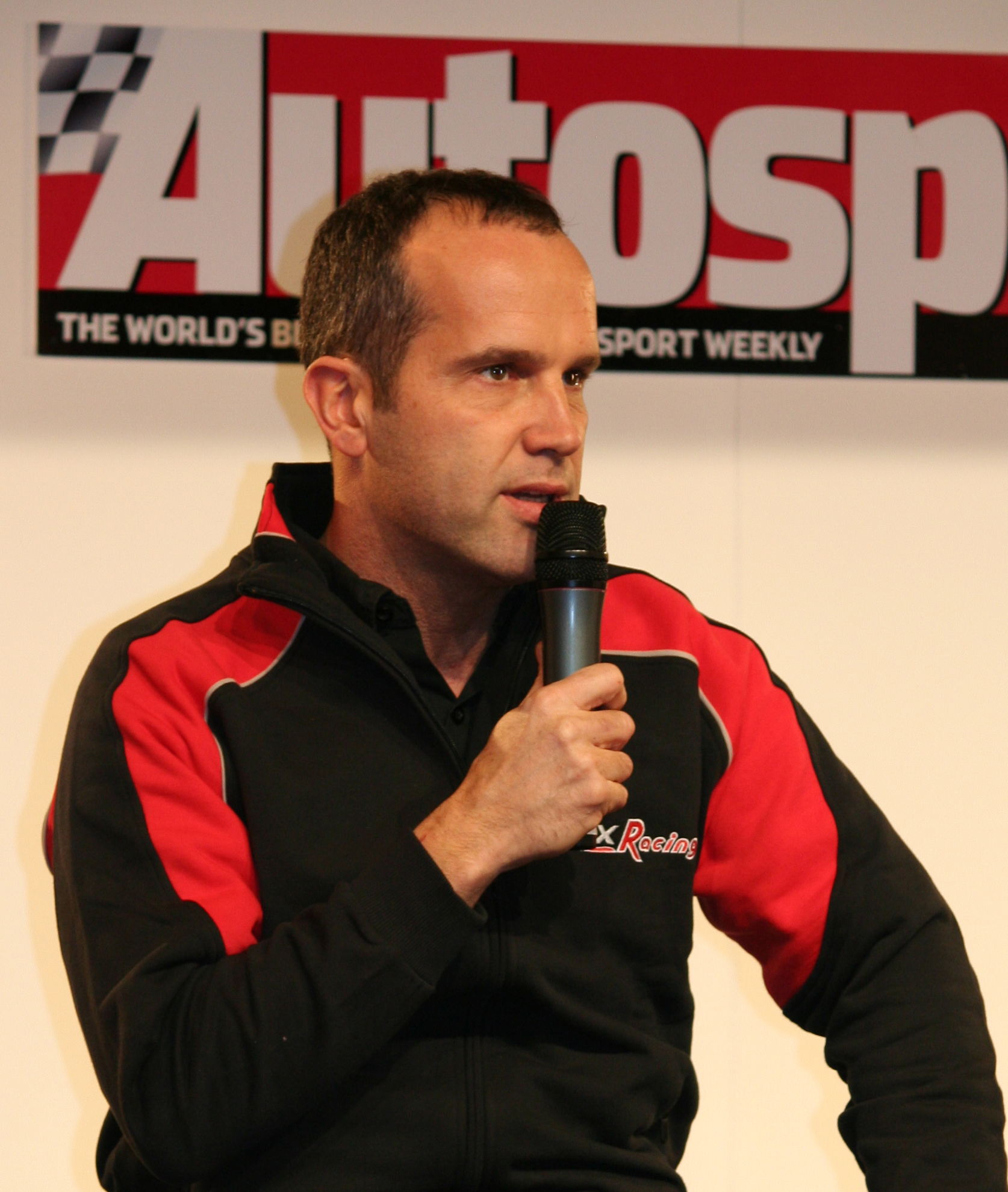
Двукратный чемпион серии Фабрицио Джованарди.

Для дополнительного снижения затрат в чемпионате присутствует монопольный поставщик резины (сейчас это компания Dunlop).
Организаторы приветствуют разработки команд по снижению потребления топлива: в 2005 году Tech-Speed Motorsport переоборудовала топливную систему Vauxhall Astra Coupé под биоэтанол, позже их опыты повторили другие команды. В 2007 году впервые на старт гонок серии был выпущен дизельный автомобиль (AFM Racing переоборудовало под это один из своих BMW), через год команда SEAT Sport UK выставила на старт гонок серии два турбодизельных SEAT Leon. В начале 2010 года Team AON оборудовала свои машины топливной системой на основе сжиженного нефтяного газа.
Участники серии
Команды чемпионата относятся к двум группам: одни работают в тесном контакте с автопроизводителями, а другие действуют самостоятельно (допускаются полузаводские союзы).
Регламент чемпионата всегда был составлен таким образом, чтобы шансы крупных компаний и мелких частников были уравнены как на борьбу как в отдельных гонках, так и в споре за итоговый личный титул. В 2005 году впервые пилоты независимых команд смогли обыграть своих заводских коллег по итогам сезона: Мэтт Нил стал победителем личного зачёта, а Team Halfords — командного.
Часть независимых команд используют бывшую заводскую технику.
Трассы
Организаторы серии используют только трассы, расположенные в Соединённом Королевстве: в календаре сезона-2012 представлены восемь английских треков и один шотландский. Одной трассе дано право принимать у себя сразу два этапа серии: Брэндс-Хэтч принимает стартовый этап на конфигурации Indy, а финишный — на конфигурации Гран-при. Также в календаре присутствует Донингтон Парк, Тракстон, Оултон-парк, Крофт, Снеттертон, Нокхилл, Rockingham Motor Speedway и Сильверстоун. Ранее этапы серии принимала городская трасса в Бирмингеме, автодром Монделло-парк в Ирландии и трасса Пембри в Уэльсе.
Формат соревнований
Гоночный уик-энд этапа серии состоит из двух дней: в субботу проходит две тренировочные сессии и 30-минутная квалификация, а в воскресенье — три гонки. Длительность каждого заезда по времени составляет не менее 21 минуты и 20 секунд, в зависимости от длины трассы варьируется от 16 до 25 кругов.
Стартовая решётка первой гонки определяется строго по результатам квалификации; стартовая решётка второй — строго по классификации первой гонки (не финишировавшие получают места на старте исходя из времени схода с дистанции); стартовая решётка третьей гонки определяется таким же образом по финишному протоколу второй гонки, но с той разницей, что от 10 до 7 пилотов, возглавивших протокол заезда, стартуют в обратном порядке (например, 10-й — с поула, девятый — со второго места и т. д.). Сколько именно пилотов попадут под правило «перевёрнутой решётки», определяется перед стартом заезда путём жеребьёвки. Ритуал входит в эфир гонки и проводится специально приглашённой персоной.
Подобная схема определения стартового поля третьего заезда существует с 2006 года. Ранее организаторы просто применяли правило «перевёрнутой решётки» к первой десятке на финише второго заезда. Правила пришлось поменять из-за участившихся эпизодов неспортивного поведения отдельных пилотов, не претендовавших на подиумные позиции в гонке 2, но стремившихся за них побороться в гонке 3 и для этого занять ближе к финишу именно десятое место, а не то, на котором они ехали ближе к финишу заезда.
Система начисления очков
В очковую группу попадают 15 лучших пилотов на финише каждой гонки. Дополнительное очко присуждается победителю квалификации, обладателю быстрейшего круга в каждой из гонок, а также каждому пилоту, хотя бы на круг возглавлявший любой из заездов. Максимальное число заработанных за уик-энд очков — 67.
Детальная схема присуждения очков
|       | 1  | 2  | 3  | 4  | 5  | 6  | 7 | 8 | 9 | 10 | 11 | 12 | 13 | 14 | 15 | ПП | БК | ЛК |
| ----- | -- | -- | -- | -- | -- | -- | - | - | - | -- | -- | -- | -- | -- | -- | -- | -- | -- |
| Гонка | 20 | 17 | 15 | 13 | 11 | 10 | 9 | 8 | 7 | 6  | 5  | 4  | 3  | 2  | 1  | 1  | 1  | 1  |

Ранее очки присуждались аналогичным образом, но лишь первой десятке финишировавших.
Предыдущая схема присуждения очков
|       | 1  | 2  | 3  | 4 | 5 | 6 | 7 | 8 | 9 | 10 | ПП | БК | ЛК |
| ----- | -- | -- | -- | - | - | - | - | - | - | -- | -- | -- | -- |
| Гонка | 15 | 12 | 10 | 8 | 6 | 5 | 4 | 3 | 2 | 1  | 1  | 1  | 1  |

Освещение в СМИ
В настоящее время эксклюзивные права на прямые видеотрансляции этапов серии принадлежат холдингу ITV, который показывает на одном из своих каналов гонки серии (трансляции ведутся в форматах стандартной и высокой чёткости). Также прямые трансляции доступны на сайте спортивной редакции телекомпании (помимо гонок там можно посмотреть и квалификацию). Позже из отснятого видеоматериала формируются обзорные передачи, которые показывает как сам ITV, так и телеканалы из любых других стран, пожелавшие купить этот контент у канала. В частности, в России эти обзоры в своё время показывал канал «7ТВ».
Также серия договорилась с компанией Timing Solution Ltd (TSL) о создании открытого для всех желающих тайминга в интернете для всех заездов в ходе гоночного уик-энда серии.
Гонки поддержки
В уик-энд серии также входят четыре кузовных монокубка — Суперкубок Ginetta GT и юниорский чемпионат Ginetta (обе серии проходят на технике компании Ginetta Cars), а также национальные кубки Porsche и Renault Clio. Ранее в рамках уик-энда проходили ещё несколько аналогичных серий, а также ряд национальных формулических чемпионатов: Ф-Рено, Ф-БМВ, Ф-Форд и Ф-Vauxhall.

## Чемпионы серии
| Сезон | Абсолютный зачёт        | Абсолютный зачёт        | Абсолютный зачёт               | Частный зачёт        | Частный зачёт             | Класс Production   | Класс Production  |
| Сезон | Зачёт пилотов           | Зачёт производителей    | Зачёт команд                   | Зачёт пилотов        | Зачёт команд              | Зачёт пилотов      | Зачёт команд      |
| ----- | ----------------------- | ----------------------- | ------------------------------ | -------------------- | ------------------------- | ------------------ | ----------------- |
| 1958  | Джек Сирс               | Austin Westminster      |                                |                      |                           |                    |                   |
| 1959  | Джефф Арен              | Ford Zephyr             |                                |                      |                           |                    |                   |
| 1960  | Док Шеферд              | Austin A40 Farina       |                                |                      |                           |                    |                   |
| 1961  | Джон Уайтмор            | Mini                    |                                |                      |                           |                    |                   |
| 1962  | Джон Лав                | Mini                    |                                |                      |                           |                    |                   |
| 1963  | Джек Сирс (2)           | Lotus Cortina           |                                |                      |                           |                    |                   |
| 1964  | Джим Кларк              | Ford Mustang            |                                |                      |                           |                    |                   |
| 1965  | Рой Пирпойнт            | Ford Mustang            | Weybridge Engineering Company  |                      |                           |                    |                   |
| 1966  | Джон Фицпатрик          | Ford Anglia             | Team Lotus                     |                      |                           |                    |                   |
| 1967  | Фрэнк Гарднер           | Ford Falcon Sprint      | Alan Mann Racing               |                      |                           |                    |                   |
| 1968  | Фрэнк Гарднер (2)       | Ford Escort             | Alan Mann Racing               |                      |                           |                    |                   |
| 1969  | Алек Пуле               | Mini Cooper S           |                                |                      |                           |                    |                   |
| 1970  | Билл Макговерн          | Sunbeam Imp             |                                |                      |                           |                    |                   |
| 1971  | Билл Макговерн (2)      | Sunbeam Imp             |                                |                      |                           |                    |                   |
| 1972  | Билл Макговерн (3)      | Sunbeam Imp             |                                |                      |                           |                    |                   |
| 1973  | Фрэнк Гарднер (3)       | Chevrolet Camaro        |                                |                      |                           |                    |                   |
| 1974  | Бернард Унетт           | Hillman Avenger         |                                |                      |                           |                    |                   |
| 1975  | Энди Рауз               | Triumph Dolomite Sprint | Broadspeed Team                |                      |                           |                    |                   |
| 1976  | Бернард Унетт (2)       | Chrysler Avenger        |                                |                      |                           |                    |                   |
| 1977  | Бернард Унетт (3)       | Chrysler Avenger        |                                |                      |                           |                    |                   |
| 1978  | Ричард Лонгмен          | Mini                    | Patrick Motorsport’s           |                      |                           |                    |                   |
| 1979  | Ричард Лонгмен (2)      | Mini                    | Patrick Motorsport’s           |                      |                           |                    |                   |
| 1980  | Вин Перси               | Mazda RX7               |                                |                      |                           |                    |                   |
| 1981  | Вин Перси (2)           | Mazda RX7               |                                |                      |                           |                    |                   |
| 1982  | Вин Перси (3)           | Toyota Corolla          |                                |                      |                           |                    |                   |
| 1983  | Энди Рауз (2)           | Alfa Romeo GTV          |                                |                      |                           |                    |                   |
| 1984  | Энди Рауз (3)           | Rover Vitesse           |                                |                      |                           |                    |                   |
| 1985  | Энди Рауз (4)           | Ford Escort RS1600      |                                |                      |                           |                    |                   |
| 1986  | Крис Ходжеттс           | Toyota Corolla GT       |                                |                      |                           |                    |                   |
| 1987  | Крис Ходжеттс (2)       | Toyota Corolla GT       |                                |                      |                           |                    |                   |
| 1988  | Фрэнк Ситнер            | BMW M3                  |                                |                      |                           |                    |                   |
| 1989  | Джон Клиленд            | Vauxhall Astra 16v GTE  |                                |                      |                           |                    |                   |
| 1990  | Робб Граветт            | Ford Sierra RS500       | Частный зачёт                  | Частный зачёт        |                           |                    |                   |
| 1991  | Уилл Хой                | BMW M3                  | Зачёт пилотов                  | Зачёт команд         |                           |                    |                   |
| 1992  | Тим Харви               | BMW 318is               | Vic Lee Racing                 | Джеймс Кейи          |                           |                    |                   |
| 1993  | Йоахим Винкельхок       | BMW 318is               |                                | Мэтт Нил             |                           |                    |                   |
| 1994  | Габриэле Тарквини       | Alfa Romeo 155          | Джеймс Кейи (2)                |                      |                           |                    |                   |
| 1995  | Джон Клиленд (2)        | Vauxhall Cavalier       | Vauxhall Sport                 | Мэтт Нил (2)         |                           |                    |                   |
| 1996  | Франк Била              | Audi A4                 | Audi Sport UK                  | Ли Брукс             |                           |                    |                   |
| 1997  | Ален Меню               | Renault Laguna          | Williams Renault Dealer Racing | Робб Граветт         |                           |                    |                   |
| 1998  | Рикард Рюделл           | Volvo/Volvo S40         | Volvo S40 Racing               | Томми Рустад         | Класс Production          | Класс Production   |                   |
| 1999  | Лоран Айелло            | Nissan Primera          | Vodafone Nissan Racing         | Мэтт Нил (3)         | Зачёт пилотов             | Зачёт команд       |                   |
| 2000  | Ален Меню (2)           | Ford Mondeo             | Ford Team Mondeo               | Мэтт Нил (4)         | Алан Мориссон             |                    |                   |
| 2001  | Джейсон Плейто          | Vauxhall Astra Coupe    | Vauxhall Motorsport            |                      | Симон Харрсон             | GR Motorsport      |                   |
| 2002  | Джеймс Томпсон          | Vauxhall Astra Coupe    | Vauxhall Motorsport            | Дэн Ивс              | Джеймс Кейи               | Synchro Motorsport |                   |
| 2003  | Иван Мюллер             | Vauxhall Astra Coupe    | VX Racing                      | Роб Коллар           | Люк Хайнс                 | Barwell Motorsport |                   |
| 2004  | Джеймс Томпсон (2)      | Vauxhall Astra Coupe    | VX Racing                      | Энтони Рид           |                           |                    |                   |
| 2005  | Мэтт Нил                | Honda Integra Type R    | Team Halfords                  | Мэтт Нил (5)         | Team Halfords             |                    |                   |
| 2006  | Мэтт Нил (2)            | Honda Integra Type R    | Team Halfords                  | Мэтт Нил (6)         | Team Halfords             |                    |                   |
| 2007  | Фабрицио Джованарди     | Vauxhall Vectra         | VX Racing                      | Колин Тёркингтон     | Team RAC                  |                    |                   |
| 2008  | Фабрицио Джованарди (2) | Vauxhall Vectra         | VX Racing                      | Колин Тёркингтон (2) | Team RAC                  |                    |                   |
| 2009  | Колин Тёркингтон        | Vauxhall Vectra         | VX Racing                      | Колин Тёркингтон (3) | Team RAC                  |                    |                   |
| 2010  | Джейсон Плейто (2)      | Honda                   | Honda Racing Team              | Том Чилтон           | Team Aon                  |                    |                   |
| 2011  | Мэтт Нил (3)            | Honda                   | Honda Racing Team              | Джеймс Нэш           | Triple 8 Race Engineering |                    |                   |
| 2012  | Гордон Шедден           | Honda                   | Honda Yuasa Racing Team        | Эндрю Джордан        | Pirtek Racing             | Jack Sears Trophy  | Jack Sears Trophy |
| 2013  | Эндрю Джордан           | Honda                   | Honda Yuasa Racing Team        | Эндрю Джордан (2)    | Pirtek Racing             | Ли Вуд             | Ли Вуд            |
| 2014  | Колин Тёркингтон (2)    | MG Cars                 | West Surrey Racing             | Колин Тёркингтон (4) | West Surrey Racing        | Дэйв Ньюшем        | Дэйв Ньюшем       |
| 2015  | Гордон Шедден (2)       | Honda (5)               | Team BMR RCIB Insurance        | Колин Тёркингтон (5) | Team BMR RCIB Insurance   | Джош Кук           | Джош Кук          |
| 2016  | Гордон Шедден (3)       | BMW                     | Team JCT600 with GardX         | Эндрю Джордан (3)    | Motorbase Performance     | Эшли Саттон        | Эшли Саттон       |
| 2017  | Эшли Саттон             | BMW                     | West Surrey Racing             | Том Ингрем           | Speedworks Motorsport     | Сенна Проктор      | Сенна Проктор     |